# Sébastien Viars
Sébastien Viars (Aurillac, 24 giugno 1971) è un ex rugbista a 15 francese, estremo di Brive, Stade Français e Montferrand.

## Biografia
Estremo cresciuto nell'Aurillac, club della sua città natale, si impose ad alto livello nel Brive, con il quale arrivò fino alla vittoria in Heineken Cup e alla conquista del titolo di campione d'Europa.
Esordì in Nazionale nel 1992 contro la Romania e prese parte ai tornei del Cinque Nazioni del 1992 e 1996; fu anche convocato per la Coppa del Mondo di rugby 1995 in Sudafrica, dove disputò un incontro.
Passato allo Stade Français per una stagione, con il club parigino vinse la Coppa di Francia, traguardo già raggiunto in precedenza con il Brive; dal 1999 fino a fine carriera, nel 2005, militò nel Montferrand.
Tra le sue varie attività è anche tecnico presso il Centro Nazionale di rugby di Marcoussis (Île-de-France).

## Palmarès
- Heineken Cup: 1
Brive: 1996-97
- Coppe di Francia: 2
Brive: 1995-96
Stade français: 1998-99